# مؤتمر بارنارد للجنسانية 1982
كثيرا ما يعزو لمؤتمر بارنارد للنشاط الجنسي باعتباره اللحظة التي لمحت الحروب النسوية على الجنسانية.
عقد في كلية بارنارد في 24 أبريل 1982، وقًدم باسم المؤتمر السنوي العلمي والنسوي التاسع، جزءاً لا يتجزأ من مركز بارنارد للبحوث المتعلقة بالمرأة. وكان موضوع المؤتمر الجنسانية.
تم تعيين المؤتمر ليكون بمثابة إطار للفكر النسوي للمضي قدماً بالموضوعات المتعلقة والعديد منهن شعرن بالراحة في الحديث عنه. ككارول فانس، التي كتبت في رسالتها لدعوة المشاركين «الجنسانية هي قضية الخبز والزبدة، وليست زخرفة.»

## التاريخ
عقد مؤتمر بارنارد للجنسانية في عام 1982 من قبل مركز بارنارد للبحوث المتعلقة بالمرأة، والتي كان يعرف آنذاك بمركز المرأة. نُظم من قبل مجموعة من الناشطات النسويات والتي شملت إلين دوبوا، إلين ويليس، غايل روبين، وكانت تقودها كارول فانس.
والنساء اللاتي شاركن أكَّدن بأن هذا المؤتمر كان مهماً في ضوء النشاط المتزايد للمرأة ضد المواد الإباحية (WAP) بقيادة كلًُ من أندريا دوركين، سوزان براون ميلر، وروبن مورغان.
كان الهدف هو «تجاوز النقاشات حول العنف والمواد الإباحية، والتركيز على الجنسانية بصرف النظر عن الاستنساخ».
ومن المهم أن نلاحظ أن المؤتمر ذاته لم يكن بدعم كامل من الكلية نفسها، كما تروي جين غولد في سيرتها الذاتية.
أستبعد الكثير من أعضاء هيئة تدريس بارنارد من لجنة التخطيط. قبل أيام من المؤتمر نفسه، بدأت بعد ذلك رئيسة كلية بارنارد، إلين فوتير، بتلقي المكالمات الهاتفية والرسائل من (WAP) وغيرها من الجماعات اللاتي ضد فرضية المؤتمر.
قبل يوم من بدء المؤتمر، تلقى المسؤولين في كلية بارنارد عدد من المكالمات الهاتفية من أعضاء غاضبون من مكافحة الإباحية وصادروا 1500 نسخة من يوميات المؤتمر عن الجنسانية. كانت اليوميات، التي كانت معدة لتوزع للمشاركين في المؤتمر، عبارة عن مجموعة من اللجنة التوجيهية وقصص شخصية، ومعلومات عن فعاليات المؤتمر، واعمال من قبل فنانات نسويات.
كانت الرسائل الغاضبة والتهديدات تنذر بفقدان التمويل والاهتمام. وعلى الرغم من كل ذلك، تابع المنظمين قدماً في هذا الحدث. يوم المؤتمر نفسه كان مثيراً للجدل. فقد أُحيط المؤتمر من قبل مجموعة نسوية لمكافحة الإباحية. وأحاطت رابطة أعضاء WAP المؤتمر وقطعنَّ الإعانات، وقدمنَّ النشرات والمنشورات والاحتجاجات، وارتدينَّ القمصان مع عبارة «من أجل النسوية الجنسانية» في الأمام و«ضد S/M» من الخلف.
مُتهمات المؤتمر بالممارسات الجنسية المحددة الفردية للمرأة والتي تشارك في المؤتمر المركزي للاحتجاج حول هذا الحدث. وقد نشر المؤتمر في الأخبار بعد ذلك.
ألهم العديد من المقالات والكتب، وأشهرها كتاب «كارول فانس» متعة وخطر: استكشاف جنسانية الأنثى.

## المزيد من القراءة
- فانس، كارول س، أد. (1984). المتعة والخطر: استكشاف جنسانية الأنثى. بوسطن: روتلدج وكيغان بول. ISBN 0-7102-0248-2.